# ديك وارد
ديك وارد (بالإنجليزية: Dick Ward)‏ هو لاعب كرة قاعدة أمريكي، ولد في 21 مايو 1909 في هيريك في الولايات المتحدة، وتوفي في 30 مايو 1966 في فريلاند في الولايات المتحدة.

## وصلات خارجية
- ديك وارد على موقعبيزبول رفرنس.كوم (الدوري الرئيسي) (الإنجليزية)
- ديك وارد على موقعبيزبول رفرنس.كوم (الدوري الثانوي) (الإنجليزية)